# Arrels (grup de rock)
El Grup Arrels (o ARRELS) grup de rock en català. El 1971 la discogràfica Edigsa va treure al mercat tres senzills d'aquest grup, amb un total de 7 cançons, i més tard, el 1973, un quart disc amb dues peces més. Va ser el primer conjunt que va gravar música rock en català.
ARRELS va tenir en els seus gairebé cinc anys d'existència una activitat intensa i variada, i la premsa especialitzada, la generalista i les emissores de ràdio de l'època en van deixar constància, remarcant sempre el seu caràcter de pioners del rock català.

## Components
La formació estable del grup estava integrada pels germans Vives Pujol, Antoni (teclats i veu) i Manel (guitarra i veu), Pere Vidal Molins (baix) i Agustí Sánchez Lapeira (bateria).

## Trajectòria
ARRELS es crea a partir del grup The Baby Kings, del que formaven part els germans Vives Pujol i el baixista Pere Vidal, tots tres de Miravet d'Ebre, però que vivien a Barcelona, al barri del Clot, i el guitarra rítmica i cantant Josep Maria Pujol. A principis de 1971 s'incorpora al grup el bateria Agustí Sánchez, que havia estat membre fundador del grup Crac juntament amb Carles Benavent i Emili Baleriola, i que venia de col·laborar amb els Dos+Un i Música Dispersa. Aquesta formació bàsica es va mantenir fins Abril de 1974, quan el bateria Agustí Sánchez es va incorporar al servei militar i el va substituir Juan Soriano.
De la mà dels productors Eduard Finestres i Antoni Closas, i del seu mànager Jordi Rueda Mateu, The Baby Kings es transforma en ARRELS i s'incorpora al catàleg d'Edigsa. Per qüestions de marketing, els productors van pensar que era millor que no hi hagués germans al grup, i van intercanviar els cognoms d'un d'ells. Així, les composicions pròpies les signen Antoni Vives i Manel Pujol. El 1973 s'incorpora al grup un guitarra solista, Lluís Cabanach "Luigi", que al cap de poc temps és substituït per Toni López. En la gravació del tercer disc hi va col·laborar a la guitarra solista Emili Baleriola.
ARRELS va ser sempre un grup amb dues propostes ben diferenciades: per una banda era un conjunt que feia música de ball, tocant versions de Rolling Stones, Beatles, Creedence Clearwater Revival, etc., per tot el territori al nord de l'Ebre, i que servia bàsicament com a modus de subsistència, i després hi havia un vessant de concert, en què es tocaven composicions pròpies que es podrien enquadrar en els inicis del rock simfònic, que en aquella època es començava a desenvolupar.
Al juny de 1971 guanyen el 1r Concurs Regional de Conjunts Musicals organitzat pel diari "La Mañana" de Lleida, Ràdio Lleida i la discoteca "Mannigan".
ARRELS va sortir poc de Catalunya: l'estiu de 1972 van estar un mes a Bilbao per promocionar la seva música amb actuacions i concerts (El Correo Español El Pueblo Vasco, edición Vizcaya del 30/07/1972), i també es van moure per Andorra i el sud de França (L'Indépendant 20/02/1972), arribant a gravar alguna de les seves peces pròpies en francès. 
El juliol de 1973 obren el festival "Sis hores de cançó a Canet", que va reunir més de 5.000 persones, i el desembre d'aquest mateix any toquen en directe tota la música de l'espectacle teatral creat per Nicasi Camps i Antoni Roig "Un Llarg i Inacabat Pelegrinatge", en el 25è aniversari de la Declaració Universal dels Drets de l'Home, interpretat pel Grup Artístic Ignasi Iglesias i que es va estrenar al Casino L'Aliança del Poble Nou, representant-se posteriorment a diversos teatres de Barcelona. 
Després de la marxa del bateria Agustí Sánchez, el grup va continuar treballant un temps més incorporant diferents músics com Vicenç Puey (baix) o Josep Vallès (bateria), però els problemes econòmics van acabar per dissoldre'l.

## Discografia
| Nom | Any  | Segell          |  |
| --- | ---- | --------------- |  |
| Vull aprendre a cantar (Manuel Pujol - Antoni Vives) Reviure (To Love Somebody) (R.Gibb - B.Gibb - Adapt. M. Pujol) En fer-se clar (Manuel Pujol - Antoni Vives) | 1971 | EDIGSA PCM-1001 |  |
| Dona'm la mà (Manel T. Pujol - A. Vives) Cansament (Hombourg) (K. Reid - G- Brooker) (Adap. Manel T. Pujol)                                                      | 1971 | EDIGSA PCM-1002 |  |
| Dia (M.T. Pujol - A.Vives) Boires (M.T. Pujol - A. Vives) | 1971 | EDIGSA PCM-1007 |  |
| Tu (Deixa-ho córrer) (Manel T. Pujol - A. Vives) Rock Clot (Manel T. Pujol - A. Vives)                                                                           | 1973 | EDIGSA PCM-1012 |  |

## Galeria d'imatges

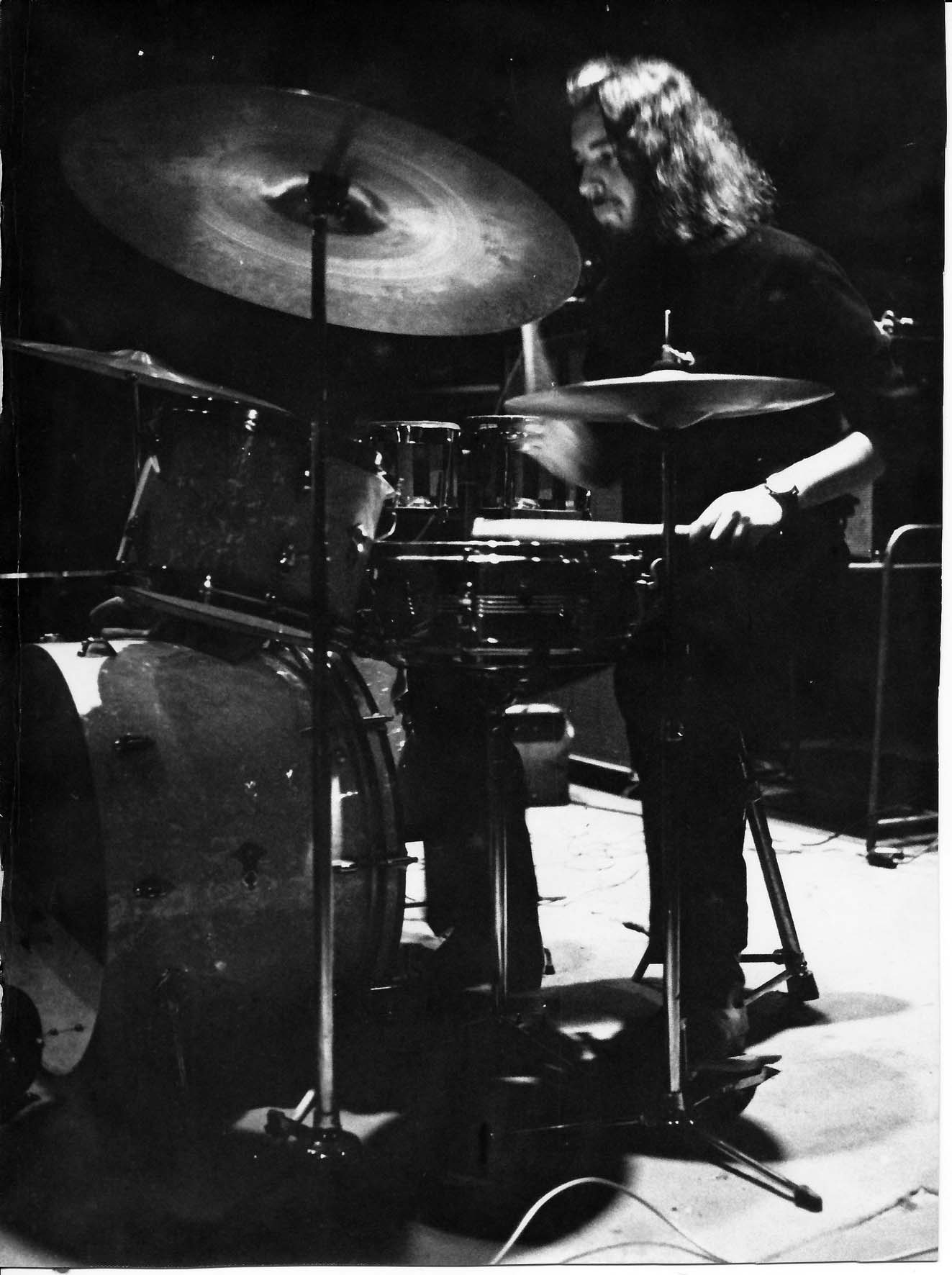
Agusti Sanchez Lapeira
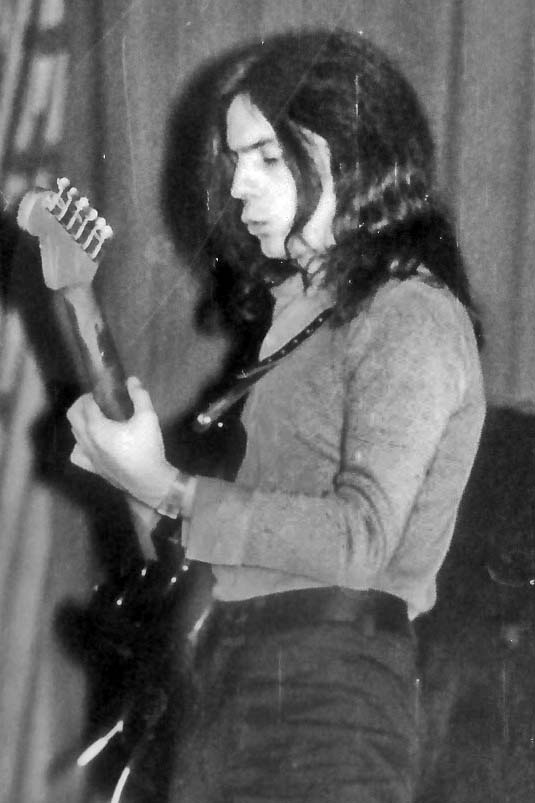
Manel Pujol
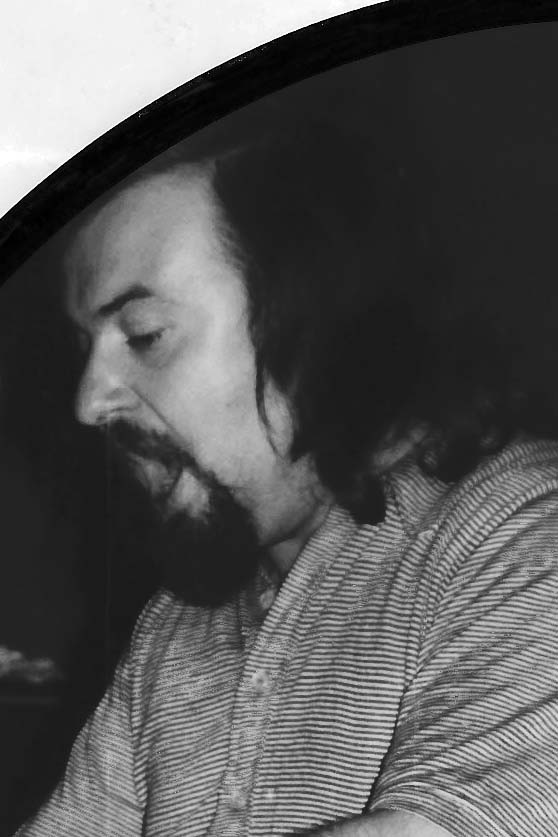
Toni Vives
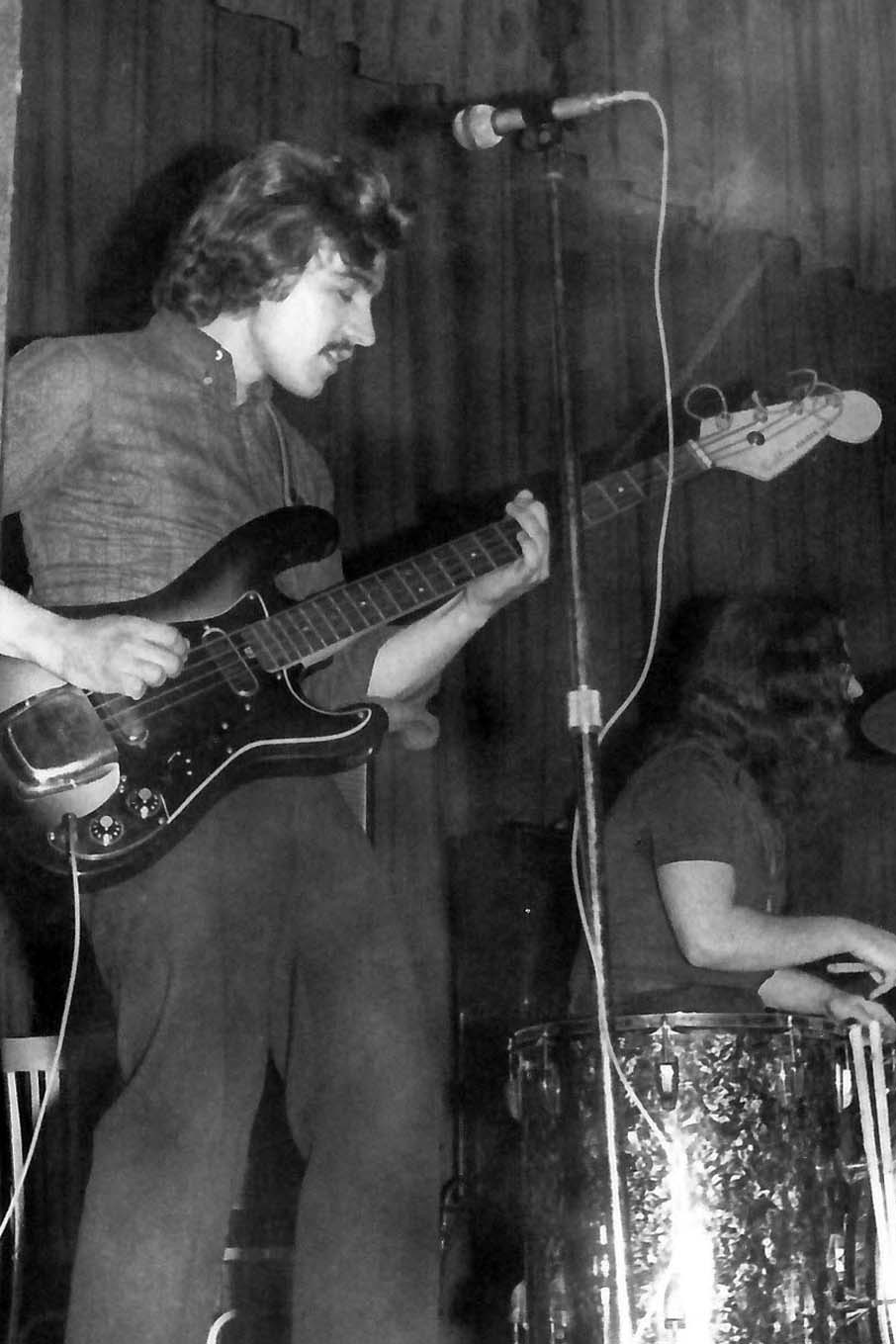
Pere Vidal Molins